# Heľpianský vrch
Heľpianský vrch (1568 m) – niewybitny szczyt we wschodniej części głównego grzbietu Niżnych Tatr na Słowacji. Wznosi się tuż po wschodniej stronie przełęczy Priehybka (1550 m). Wierzchołek porośnięty jest kosodrzewiną. Południowo-zachodnie, dość strome stoki porasta las, znajdują się w nim skały, wychodnie i spływa z nich źródłowy ciek potoku Hučanské. Stoki północno-wschodnie przechodzą w grzbiet opadający do miejscowości Liptovská Teplička. Dawniej na grzbiecie tym znajdowała się hala, obecnie zarastająca lasem i kosodrzewiną. Na wschodnich stokach szczytu ma swoje źródła Ždiarsky potok.
Przez Heľpianský vrch biegnie znakowany czerwono główny, graniowy szlak Niżnych Tatr – Cesta hrdinov SNP.

## Szlak turystyczny
odcinek: Telgárt – Kráľova hoľa – Stredná hoľa – Orlová – Bartková – Ždiarske sedlo – Andrejcová – Priehybka – Veľká Vápenica – Priehyba – Kolesárová – sedlo Oravcová – Oravcová – Zadná hoľa – Ramža – Jánov grúň – Bacúšske sedlo – Sedlo za Lenovou – Czertowica – Kumštové sedlo – Králička – Schronisko Štefánika